# براندان غريفين
براندان غريفين (بالإنجليزية: Brendan Griffin)‏ هو سياسي أيرلندي، ولد في 14 مارس 1982 في جمهورية أيرلندا. حزبياً، نشط في فاين جايل. وقد في الانتخابات العمومية الأيرلندية 2011 ‏، انتخب نائب دييل عن دائرة Kerry South (Dáil constituency) ‏ وقد انضم خلال فترته النيابية ‏ (9 مارس 2011 – 3 فبراير 2016)  للكتلة البرلمانية فاين جايل وفي 2016 Irish general election ‏، انتخب نائب دييل عن دائرة Kerry (Dáil constituency) ‏ وقد انضم خلال فترته النيابية ‏ (10 مارس 2016 – )  للكتلة البرلمانية فاين جايل.

## وصلات خارجية
- الموقع الرسمي